# Каланчак (Одесская область)
Каланчак (укр. Каланчак) — село, относится к Измаильскому району Одесской области Украины. Протекает один из истоков реки Кайраклия.
Население по переписи 2001 года составляло 1208 человек. Почтовый индекс — 68642. Телефонный код — 4841. Занимает площадь 2,25 км². Код КОАТУУ — 5122081301.

## История
В 1945 г. Указом ПВС УССР село Дермендере переименовано в Каланчак.

## Население и национальный состав
По данным переписи населения Украины 2001 года распределение населения по родному языку было следующим (в % от общей численности населения):
По Каланчакскому сельскому совету: украинский — 2,10 %; русский — 20,10 %; болгарский — 77,39 %; молдавский — 0,34 %.
По селу Каланчак: украинский — 2,48 %; русский — 22,43 %; болгарский — 74,83 %; молдавский — 0,17 %.
По селу Новокаланчак: украинский — 0,38 %; русский — 9,43 %; болгарский — 89,06 %; молдавский — 1,13 %.